# Nouzový východ (film)
Nouzový východ (v anglickém originále Revolutionary Road) je americko-britský dramatický film z roku 2008. Režisérem filmu je Sam Mendes. Hlavní role ve filmu ztvárnili Leonardo DiCaprio, Kate Winslet, Dylan Baker, Zoe Kazan a Kathy Bates.

## Ocenění
Kate Winslet získala za roli v tomto filmu Zlatý glóbus, nominována byla na cenu BAFTA a SAG Award. Michael Shannon byl za svou roli v tomto filmu nominován na Oscara. Leonardo DiCaprio byl za svou roli v tomto filmu nominován na Zlatý glóbus. Film byl dále nominován na dva Oscary (kategorie nejlepší výprava a kostýmy), dva Zlaté glóby (kategorie nejlepší film - drama a režie) a tři ceny BAFTA (kategorie nejlepší scénář, výprava a kostýmy).

## Obsazení
| Leonardo DiCaprio | Frank Wheeler     |
| Kate Winslet      | April Wheeler     |
| Dylan Baker       | Jack Ordway       |
| Zoe Kazan         | Maureen Grube     |
| Kathy Bates       | Helen Givings     |
| Michael Shannon   | John Givings, Jr. |
| Kathryn Hahn      | Milly Campbell    |
| David Harbour     | Shep Campbell     |
| Jay O. Sanders    | Bart Pollock      |